# Падение Сребреницы и Жепы
Падение Сребреницы и Жепы — одно из ключевых событий гражданской войны в Югославии 1991—1995 годов (Война в Хорватии и Война в Боснии и Герцеговине).
Сребреницкий анклав, объявленный СБ ООН в апреле 1993 года «зоной безопасности», был взят армией боснийских сербов 11 июля 1995 года. Одним из следствий этого конфликта стала резня в Сребренице.
Падение Жепы боснийского анклава, объявленного СБ ООН в мае 1993 года «зоной безопасности», — менее известное событие. Сербы начали штурм Жепы через два дня после падения Сребреницы и смогли занять город только 25 июля. В результате штурма бошняки потеряли убитыми около 70 человек. Раненые и гражданские лица были эвакуированы в Сараево и Кладань, а полторы тысячи военнопленных впоследствии обменены на сербов. Единственной криминальной (небоевой) жертвой падения Жепы стал полковник Авдо Палич, пропавший без вести 27 июля 1995 года в лагере СООНО, во время переговоров об условиях капитуляции жепского гарнизона. 25 июля сербы заняли Жепу.
После падения Сребреницы и Жепы НАТО приняло программу бомбардировки сербских целей и угрозой применения силы предотвратило нападение сербов на другую «зону безопасности» — Горажде. В дальнейшем, утверждения правительства Алии Изетбеговича об «исчезновении 7-10 тысяч сребреницких мусульман» и второй взрыв на сараевском рынке Маркале стали поводом для массированных бомбардировок Республики Сербской, а также интервенции НАТО, при поддержке которой хорваты и бошняки провели ряд наступательных операций и предопределили заключение Дейтонских соглашений.
Оценка действий миротворческих сил ООН в Сребренице и Жепе неоднозначна. Опубликованный доклад Нидерландского института военной документации и последующие дискуссии в обществе привели к отставке нидерландского правительства в 2002 году. Нидерландская сторона признала голландских миротворцев частично ответственными за провал миссии в Сребренице в 2014 и 2019 годах. При содействии украинских миротворцев из Жепы были эвакуированы до 10 000 беженцев и жителей деревни, в то же время МТБЮ в 2012 году признал эти действия «насильственной депортацией».

## Предыстория

### Этнические чистки 1992 года
С начала Боснийской войны вооружённые силы обеих сторон систематически нападали на мирное население. Как только занимались очередной город или деревня, дома систематически грабились и сжигались, мирных жителей насильно сгоняли в лагеря (отделяя мужчин от женщин), били и иногда убивали.
На протяжении нескольких недель в начале 1992 года Сребреница находилась под контролем Войска Республики Сербской (ВРС), а также формирований из местных сербов, но в мае боснийские регулярные части под командованием Насера Орича окончательно взяли город под контроль, что вызвало массовое бегство сербского населения, и даже к январю 1992 года расширили территорию анклава до 900 км², хотя так и не смогли связать его с основной территорией, контролируемой боснийским правительством.
К 1993 году Сребреница представляла собой мусульманский анклав на территории самопровозглашённого государственного образования Республика Сербская.

### Рейды отрядов Орича
Находясь в окружении сербских войск, мусульманские отряды из Сребреницы зачастую предпринимали рейды по близлежащим сербским населённым пунктам. Вооружённые отряды в таких нападениях сопровождали группы беженцев (так называемые сербохорв. «торбари»), занимавшиеся в оставленных сербами населённых пунктах поиском продуктов и прочего необходимого для жизни. На суде над Оричем в МТБЮ его защита утверждала, что непосредственно подчинённые Оричу подразделения не имели контроля над «торбарями» и что на «торбарях лежит ответственность за сожжение домов и уничтожение принадлежавшего сербам имущества». Неожиданные атаки произошли на Рождество и 16 января 1993 года, когда были убиты несколько десятков гражданских сербов. Затем отряды Орича начали обстрел пограничного городка на территории собственно Сербии. Всё это привело к ответным действиям армии боснийских сербов и дальнейшей резолюции № 819 Совета безопасности ООН.
Сербский историк Миловие Иванишевич, президент Белградского центра по расследованию преступлений, совершённых против сербского народа, в книге Hronike naših grobalja (Хроники наших кладбищ) опубликовал список более 1000 погибших в окрестностях Сребреницы сербов. Сотрудник организации Human Rights Watch Богдан Иванисевич при этом отмечает, что значительная часть погибших является мужчинами призывного возраста. Это позволяет говорить о том, что в список включены не только жертвы среди гражданского населения, но и солдаты формирований боснийских сербов, погибшие в бою. В Республике Сербской ежегодно проходит панихида в память о погибших в районах около Сребреницы (регион Подринье) 3267 сербских мирных жителях и солдатах. Эта цифра критикуется Иванисевичем как необоснованная.

### Осада

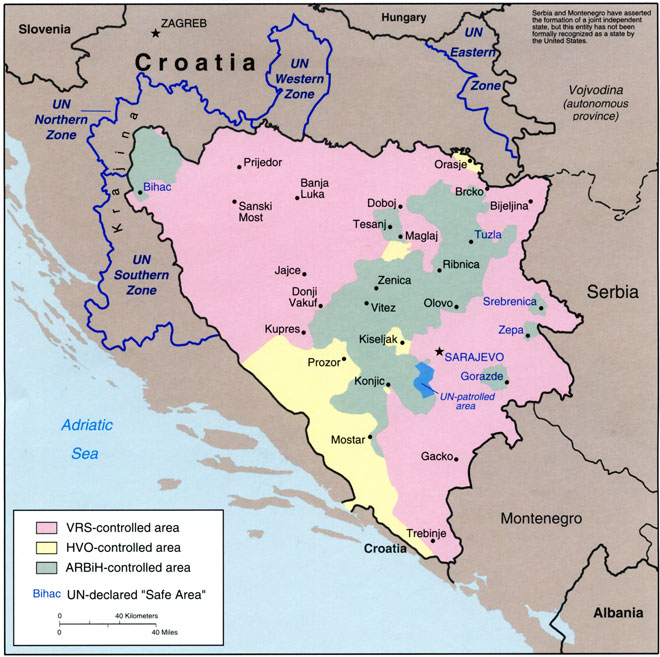
Линии фронта по состоянию на сентябрь 1994 года

С марта 1993 до июля 1995 город находится фактически в осаде, будучи окружён войсками Республики Сербской. Ближайшая территория, контролируемая боснийцами, находилась в 100 км и была доступна только по воздуху. В городе был постоянный дефицит продовольствия, лекарств и горючего. Водопровод не работал из-за разрушенной сербами инфраструктуры.
Бедственное положение не улучшилось, когда в апреле 1993 года Совет Безопасности ООН объявил Сребреницу «зоной безопасности», свободной от всякого рода военных действий, и разместил в ней голландских миротворцев в количестве 600 человек, вооружённых стрелковым оружием с базой в селе Поточари. Они должны были разоружить силы боснийских мусульман и превратить город с окрестностями в демилитаризованную зону. Но они этого не сделали. Статус демилитаризованной зоны постоянно игнорировался обеими сторонами: боснийские мирные жители систематически жаловались на нападения сербских войск, в то время, как для сербов было очевидным использование статуса Сребреницы для подготовки атак на армию Республики Сербской. Обе стороны обвиняли голландский миротворческий контингент в откровенном бездействии.

### Директива № 7
В марте 1995 года президент Республики Сербской Радован Караджич, издал «директиву 7», в которой приказал полностью изолировать Сребреницу и Жепу. Вопреки неоднократным просьбам открыть гуманитарный коридор для продовольствия, блокада продолжилась.

### Обстановка накануне атаки
В середине апреля 1995 года бригадир Насер Орич, 17 офицеров 28-й дивизии, а также начальник штаба 285-й жепской бригады Рамо Чардакович и 4 офицера из Жепы были переброшены вертолётами в Тузлу для обучения в военной офицерской школе в Зенице и офицерских курсах в Сараево. Однако в Сребреницу вернулись только два офицера 28-й дивизии — Рамиз Бечирович и Эюб Голич. Из-за того, что вертолёт, на котором они прибыли ночью 7 мая в Жепу, по невыясненным причинам потерпел крушение (в результате погибло 12 человек, а 10 человек, включая Рамиза Бечировича, Эюба Голича и Рамо Чардаковича, получили лёгкие ранения), воздушное сообщение между основной территорией, контролируемой босняцким правительством и сребреницко-жепским анклавами было прервано. Таким образом, к началу сербского наступления Насер Орич и 15 офицеров находились в Тузле, а командование 28-й дивизией осуществляли Бечирович и Голич.
При этом, по некоторым данным, вероятность сербского вторжения и массовых убийств мусульманского населения рассматривалась руководством Боснии и Герцеговины ещё в 1993 году.

## Падение Сребреницы и Жепы

### Взятие Сребреницы (6—11 июля 1995 года)
В начале июля сербский Дринский корпус начал планомерное наступление в «зону безопасности». Как утверждают авторы книги «Югославия в XX веке: очерки политической истории», корпусу была поставлена цель потеснить мусульманские формирования в город и лишить их возможности совершать вылазки в сербские районы. Однако итогом наступления стало занятие всего анклава.
8 июля голландский БТР был обстрелян сербами и отступил. 10 июля миротворческие войска безуспешно попытались «напугать» наступающих сербов, стреляя «поверх голов». Без воздушной и огневой поддержки миротворцы фактически не оказали никакого сопротивления и отказались участвовать в немногочисленных боях. 11 июля два самолёта НАТО атаковали надвигающиеся танки сербов, но действия авиации были прекращены после того, как сербы пригрозили уничтожить голландский контингент.

### Кризис в Поточари (12—13 июля 1995 года)
К вечеру 11 июля у расположения части миротворческих войск ООН в Поточари собралось порядка 20-25 тысяч беженцев. Нескольким тысячам удалось прорваться в пределы самой части, в то время, как остальные прятались по близлежащим фабрикам и полям.
Войско РС по просьбе местного населения и по предложению ООН эвакуировало женщин, детей и стариков из Сребреницы в Тузлу. Республиканский штаб здравоохранения БиГ сообщил 16 июля 1995 года, что 22 283 беженца из Сребреницы принято на территории Тузланско-Подринского кантона. Пресс-секретарь Верховного комиссариата ООН по делам беженцев в Женеве обвинил 15 июля боснийские власти в Сараево в том, что они мешают оказанию помощи беженцам. Всемирная организация здравоохранения зарегистрировала 35 632 беженца из Сребреницы.

### Боснийская колонна

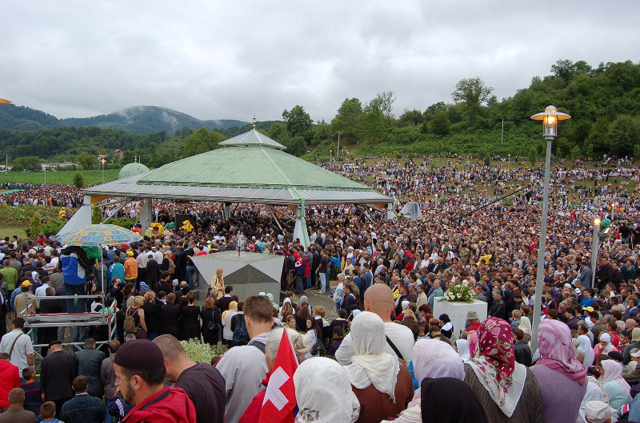
Поточари, 11 июля 2007

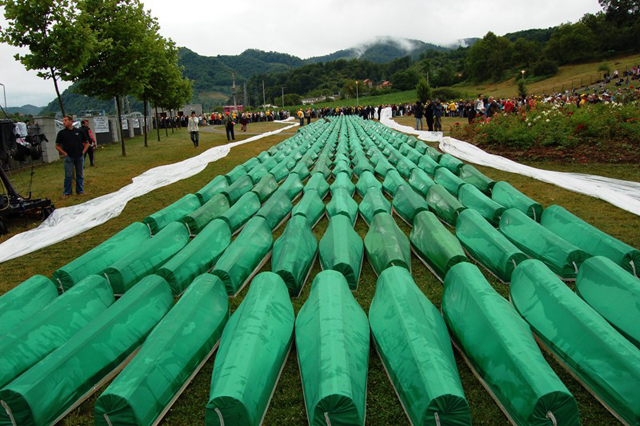
Похороны 465 опознанных жертв

К 22 часам 11 июля большинство здоровых боснийских мужчин собрались в колонну с тем, чтобы под защитой солдат 28 дивизии отойти через леса к городу Тузла. В колонне насчитывалось от 10 до 15 тысяч человек, включая около 5 тысяч военных, в ней присутствовали администрация анклава, медперсонал местной больницы и семьи известных горожан.
Вечером 12 июля эта колонна попала в засаду в районе села Каменица, в результате чего военные вступили в бой, а мирные беженцы разбежались. Многие из них в течение нескольких дней оставались в этом районе, пытаясь избежать сербские блокпосты на дорогах. По разным версиям, до Тузлы добрались от 5 до 10 тысяч человек.

### Падение Жепы
Находящийся к югу от Сребреницы городок Жепа представлял собой самую маленькую зону безопасности ООН в Боснии. Её охранял небольшой отряд из 79 украинских миротворцев, для руководства их действиями из Сараево был командирован заместитель командующего силами ООН в секторе «Сараево» полковник ВС Украины Николай Верхогляд.
Сразу после падения Сребреницы президент Франции Жак Ширак потребовал начать интервенцию в Боснию. Вскоре после этого газета «Фигаро» опубликовала статью, согласно которой «сербы захватили в плен 79 украинских миротворцев и угрожают их расстрелять, если НАТО начнёт бомбардировку». Наблюдатели[кто?] полагали, что резкие заявления Ширака и публикация «Фигаро» направлены на то, чтобы отвлечь внимание французской общественности от намерения Франции возобновить испытания ядерного оружия в Тихом океане.
Блокада Жепы закончилась переговорами Младича, Толимира, Авдо Палича и полковника Верхогляда. По итогам переговоров под контролем украинских миротворцев была проведена мирная эвакуация населения города. По мнению командующего сектором «Сараево» генерала Гобийяра в бескровном исходе блокады важную роль сыграло присутствие на переговорах полковника Верхогляда.

## Резня
Согласно приговорам Международного трибунала по бывшей Югославии, под руководством генерала Младича Войском Республики Сербской, полицией и другими сербскими вооружёнными отрядами производились организованные массовые расстрелы схваченных сербами мирных жителей-мусульман (мужчин и мальчиков в возрасте от 10 до 65 лет). Они длились несколько дней в множестве мест в окрестностях Сребреницы. Точное число жертв документально не установлено, но по данным официального мемориала Сребреницы убиты около 8 372 человека. Жертвы были закопаны в братских могилах.
Международный трибунал по Югославии установил, что было убито 7000—8000 взрослых мужчин из числа боснийских мусульман. В январе 2007 года Международный трибунал квалифицировал действия сербов как «преступления геноцида» (Геноцид в Сребренице, босн. Genocid u Srebrenici).
Благодаря действиям украинских миротворцев во главе с Николаем Верхоглядом, резни в Жепе удалось избежать.